# Ń
O Ń (minúscula: ń) é uma letra (N latino, adicionado de um acento agudo) utilizada nos alfabetos polaco e bielorrusso latino.
Representa o mesmo som do nh do português e do ñ do espanhol.
É uma das letras menos usadas na língua polonesa e ramamente encontra-se antes de vogais. Também é uma das letras mais recentes do alfabeto polonês, sendo usada na maioria dos casos em palavras estrangeiras.